# Gavilea insularis
Gavilea insularis är en orkidéart som beskrevs av Maevia Noemi Correa. Gavilea insularis ingår i släktet Gavilea och familjen orkidéer.
Artens utbredningsområde är Juan Fernández-öarna. Inga underarter finns listade i Catalogue of Life.